# Die Passion Whiskey
Die Passion Whiskey è il quinto album da solista del rapper berlinese Silla. L´album è uscito il 7 dicembre del 2012 attraverso la casa discografica indipendente di Fler, Maskulin in tre versioni: Standard, Premium e una amazon edizione che include un DVD, gli Instrumentali, un T-Shirt, un Poster e un bicchiere di Whisky.

## Tracce
| #  | Titolo                 | Featuring           | Produttore            | Durata |
| -- | ---------------------- | ------------------- | --------------------- | ------ |
| 1  | Gewinner               | Julian Williams     | MMinx e DJ Ilan       | 4:38   |
| 2  | D.P.W.                 |                     | Suburb Kids           | 3:51   |
| 3  | Die Passion            |                     | Produes               | 3:39   |
| 4  | Silla der Killa        |                     | Gee Futuristic        | 3:31   |
| 5  | Ali & Stavros (Skit 1) |                     |                       | 2:01   |
| 6  | Zweiter Frühling       |                     | MMinx e DJ Ilan       | 3:54   |
| 7  | Genau wie du           |                     | Cubeatz e Beatzeps    | 3:33   |
| 8  | Kurz vor dem Blackout  |                     | Marcus B              | 3:20   |
| 9  | Sommer                 |                     | Gee Futuristic        | 3:46   |
| 10 | Sag mir was du siehst  |                     | Produes               | 3:04   |
| 11 | Geblendet vom Schein   | Moe Mitchell        | Produes               | 3:36   |
| 12 | Rap Casablanca         | Fler e G-Hot        | MMinx e Bo Diggler    | 3:44   |
| 13 | Herbst                 | David Pino          | Beatzarre e Djorkaeff | 3:44   |
| 14 | Ali & Stavros (Skit 2) |                     |                       | 1:34   |
| 15 | Panik in der Disco     |                     | X-Plosive             | 3:39   |
| 16 | Auf Leben und Tod      | Raf Camora e MoTrip | Djorkaeff e Beatzarre | 3:54   |
| 17 | Der erste Winter       | Cassandra Steen     | Djorkaeff e Beatzarre | 4:02   |
| 18 | #KKK                   |                     | Produes               | 3:05   |

Tracce Bonus della versione Premium:
| #  | Titolo      | Featuring                  | Produttore            | Durata |
| -- | ----------- | -------------------------- | --------------------- | ------ |
| 19 | Navigation  | MoTrip e JokA              | X-Plosive             | 4:18   |
| 20 | M-A-S-KULIN | Fler, G-Hot e Moe Mitchell | Djorkaeff e Beatzarre | 3:50   |

Tracce Bonus su iTunes:
| #  | Titolo                   | Featuring       | Produttore | Durata |
| -- | ------------------------ | --------------- | ---------- | ------ |
| 21 | Gewinner (Produes-Remix) | Julian Williams | Produes    | 4:38   |

+ Instrumentali
Bonus-DVD Silla der Thrilla 2:
| #  | Titolo                 |
| -- | ---------------------- |
| 1  | Intro                  |
| 2  | Airport                |
| 3  | Hood                   |
| 4  | Fotoshooting           |
| 5  | Bright Messe           |
| 6  | Silla Longboard Action |
| 7  | LA Cantina             |
| 8  | Suburb Kids            |
| 9  | Gewinner-Session       |
| 10 | Joker Brand            |
| 11 | Bruce & Ilan           |
| 12 | Bei Produes            |
| 13 | Beatzarre-Session      |
| 14 | Live                   |
| 15 | Das 10 Wochen Programm |
| 16 | Silla@Home             |
| 17 | Outro                  |